# Troglohyphantes oromii
Troglohyphantes oromii es una especie de araña cavernícola de la familia de los linífidos. Es endémica de Tenerife (España).